# إدغار بي. ستيرن
إدغار بي. ستيرن (بالإنجليزية: Edgar B. Stern) هو شخصية أعمال أمريكي، ولد في 23 يناير 1886 في نيو أورلينز في الولايات المتحدة، وتوفي في 24 أغسطس 1959 في برايس في الولايات المتحدة.

## معرض صور

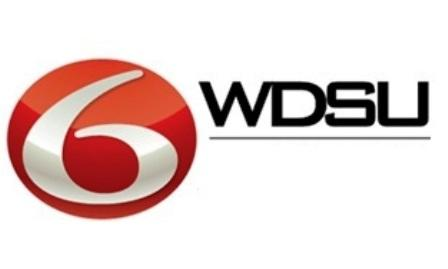
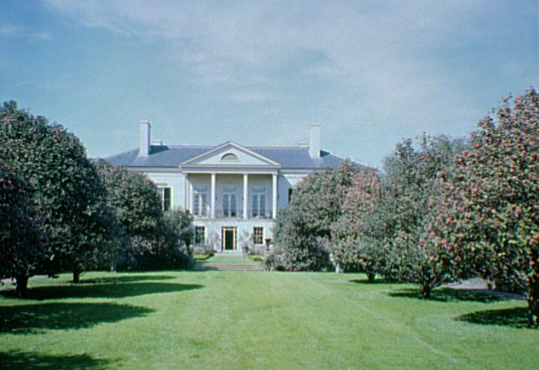
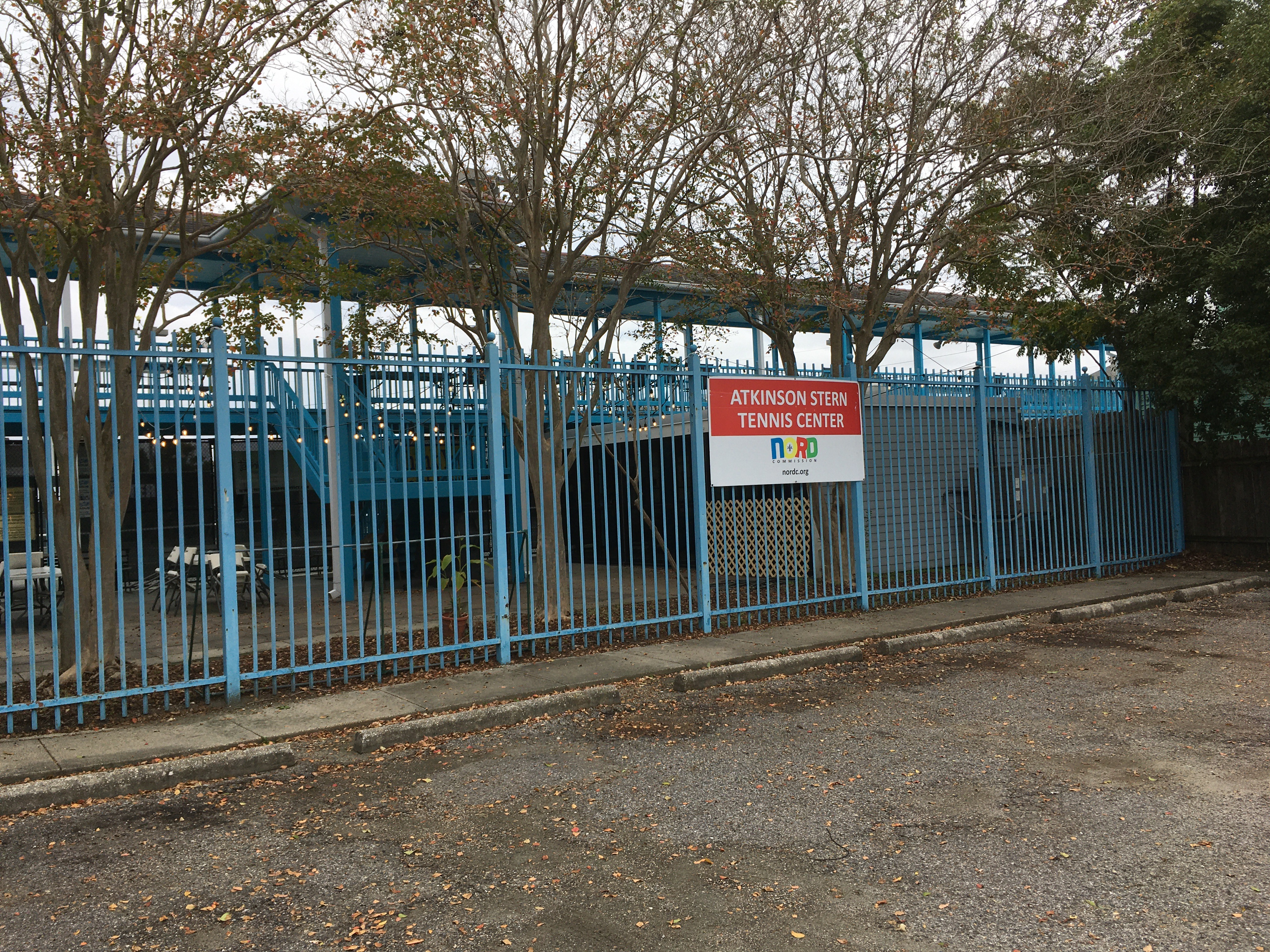
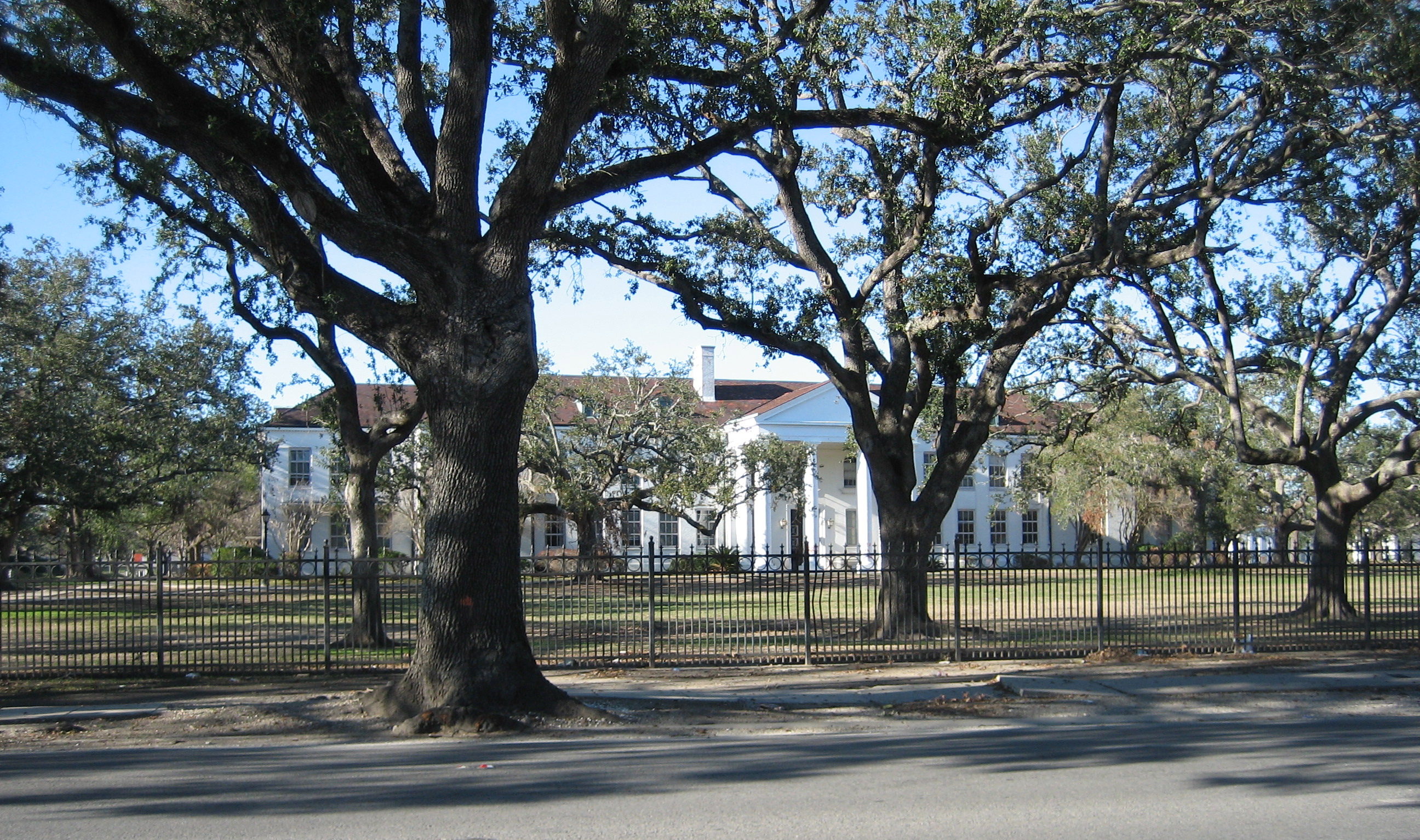
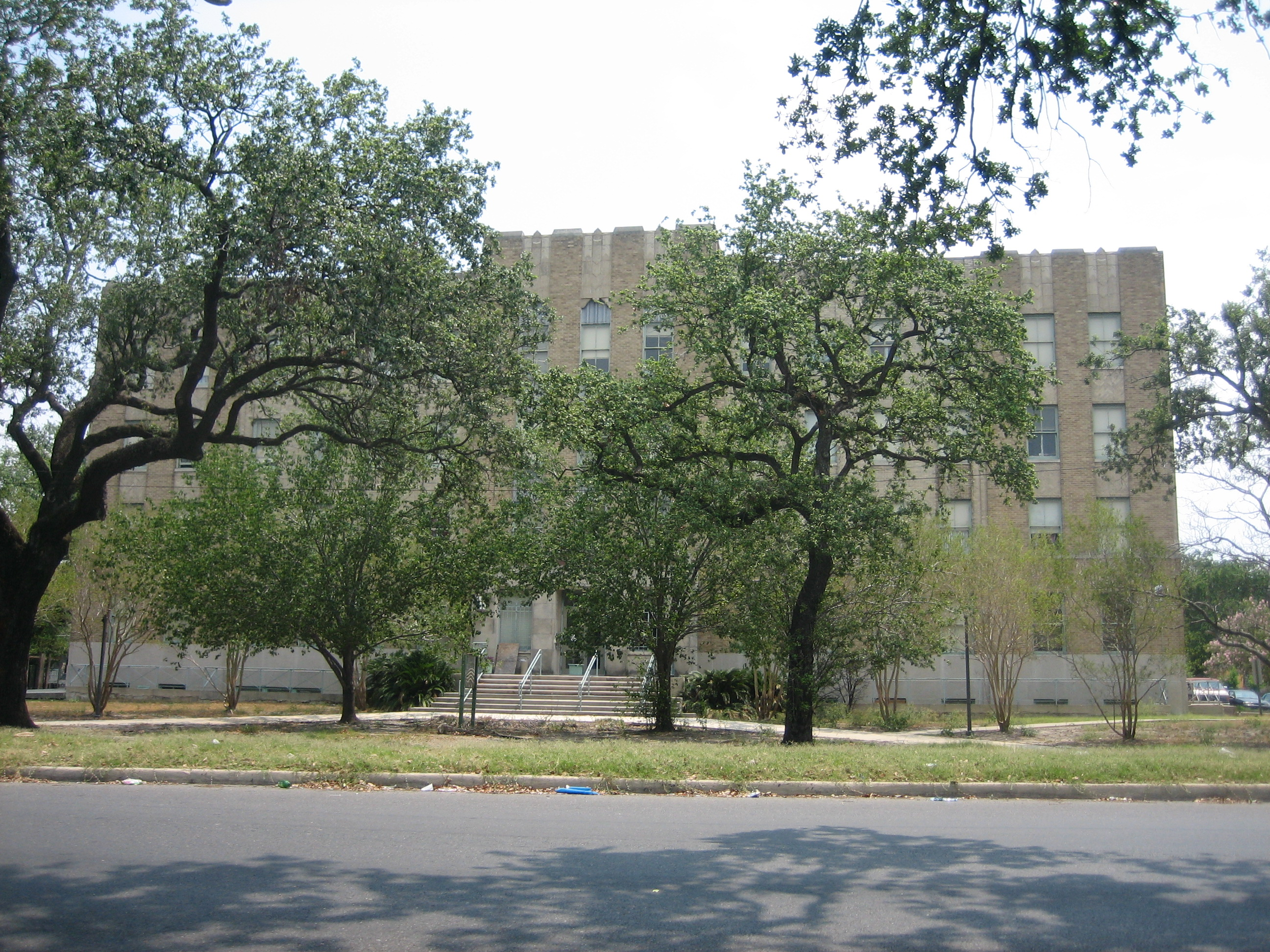